# Musei di Milano
Segue l'elenco dei musei di Milano, differenziati per argomenti e temi espositivi.

## Generalità

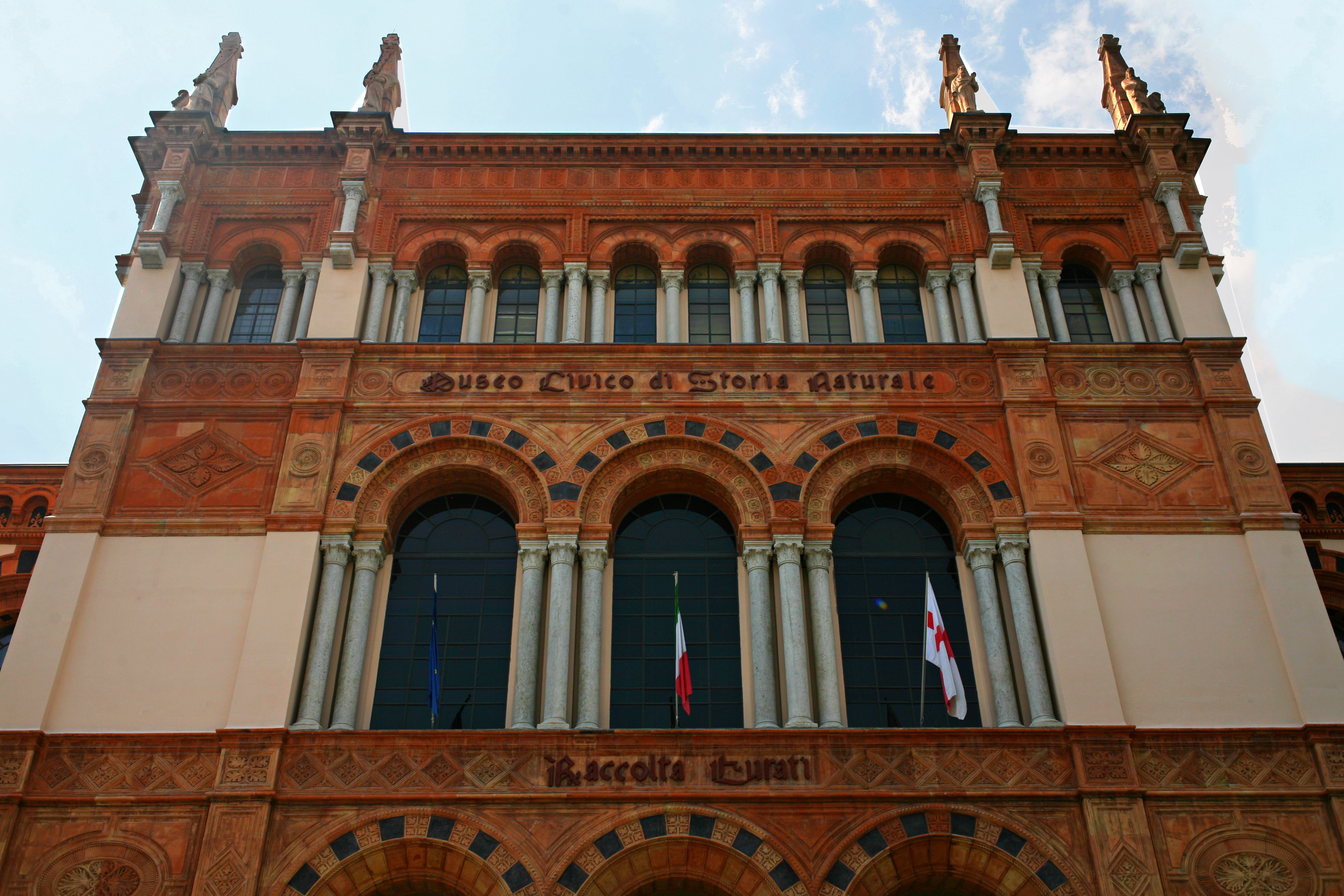
Museo di Storia Naturale

Milano possiede un notevole tesoro artistico ripartito in più collezioni; la città è un centro estremamente vitale di mostre e attività culturali, con iniziative e centri d'apprendimento legati alla storia e alla scienza.
La Pinacoteca di Brera è sicuramente la galleria d'arte più completa e celebre di Milano: ospita al suo interno una collezione tra le più ricche al mondo, contenendo opere dei più importanti artisti del panorama italiano e internazionale, dal quattordicesimo al ventesimo secolo. La più antica galleria d'arte milanese è invece la pinacoteca Ambrosiana, fondata nel seicento dal cardinale Federico Borromeo assieme alla Biblioteca Ambrosiana, che espongono il Musico  e il Codice Atlantico di Leonardo da Vinci, oltre alla celebre Canestra di Caravaggio.
La casa Bagatti Valsecchi, che ospita una collezione d'arte e di oggetti d'arredo rinascimentali tra le meglio conservate d'Europa, fa parte del circuito delle case museo milanesi assieme al Poldi Pezzoli (arte dal rinascimento all'Ottocento), villa Necchi Campiglio, edificata nel 1935 da Portaluppi, e casa Boschi di Stefano, con opere dal Razionalismo al dopoguerra. Il Museo del Costume Moda Immagine espone all'interno degli appartamenti settecenteschi di Palazzo Morando la collezione di moda e costume dei Musei Civici e le vedute storiche di Milano.

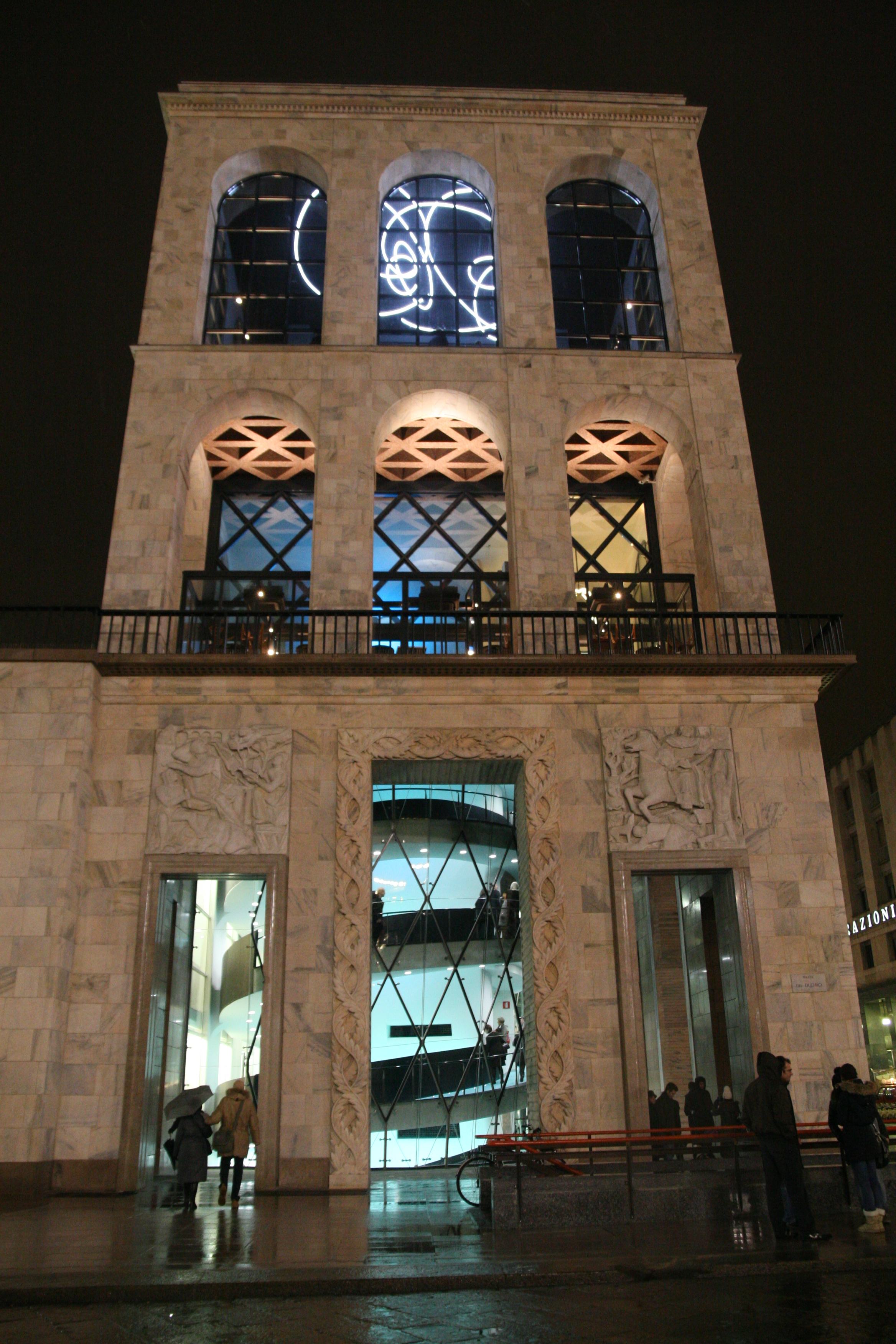
Museo del Novecento

Il Palazzo Reale, in sinergia con il Palazzo della Ragione e la rotonda della Besana, è la principale sede espositiva di mostre temporanee.
Il castello Sforzesco è invece sede di musei permanenti, come il Museo d'arte antica, con la Pietà Rondanini di Michelangelo e la Sala delle Asse di Leonardo, il Museo degli strumenti musicali, il Museo del mobile, la collezione d'Arti applicate e una pinacoteca che raccoglie oltre 200 dipinti della pittura italiana dal XIII al XVIII secolo, con capolavori di Canaletto, Antonello da Messina, Mantegna, Tiziano.
Dal 2010 gli spazi museali cittadini si sono arricchiti del Museo del Novecento, posto nel palazzo dell'Arengario di piazza del Duomo, dopo una complessa ristrutturazione a cura dell'architetto Italo Rota, e delle Gallerie d'Italia - Milano, ospitate all'interno di Palazzo Brentani e Palazzo Anguissola Antona Traversi, con opere dedicate all'Ottocento e al Novecento italiano appartenenti alla Fondazione Cariplo, che costituiscono parte del progetto Gallerie d'Italia. La Galleria d'Arte moderna ospitata nella Villa che fu la reggia di Napoleone e dei Savoia, espone i maestri dell'Ottocento quali Hayez, Segantini, Pelizza da Volpedo, e i cosiddetti Scapigliati.
Milano non ha un museo di arte contemporanea; nella promozione e nel sostegno alla produzione artistica più giovane ricoprono un ruolo fondamentale la Triennale, che ospita mostre temporanee e il Museo del Design, i centri d'arte e le istituzioni senza scopo di lucro, tra i quali Careof, Fondazione Prada, Fondazione Trussardi, e le gallerie d'arte commerciali.
Il patrimonio archeologico dalla preistoria all'età romana è esposto principalmente al Museo archeologico presso i resti dell'antico Circo, oltre che all'Antiquarium nel parco dell'Anfiteatro, mentre alla storia della Milano Cristiana sono dedicati il Museo diocesano e il Museo dell'Opera del Duomo.
Tra i musei a carattere scientifico si possono annoverare il museo Nazionale della Scienza e della Tecnologia, celebre tra le altre cose per la mostra permanente su Leonardo da Vinci e il sottomarino Enrico Toti, e il museo civico di Storia Naturale, il più grande museo di storia naturale italiano e tra i più importanti musei naturalistici d'Europa.
Nell'autunno del 2011 è stato inaugurato il nuovo Museo Interattivo del Cinema (MIC) che ha sostituito il precedente Museo del Cinema. L'attuale nuova sede è situata in viale Fulvio Testi e occupa parte dei locali della vecchia Manifattura Tabacchi. Il museo oltre a contenere un'esposizione di storici dispositivi legati alle immagini in movimento si caratterizza per una dotazione di postazioni interattive, presso i quali è possibile visionare parte dei materiali dell'archivio della Fondazione Cineteca Italiana.
Il 27 gennaio del 2013 è stato inaugurato il Memoriale della Shoah, situato sotto il binario 21 della Stazione Centrale, dove, dopo l'occupazione nazista, centinaia di ebrei venivano caricati su vagoni bestiame diretti ai campi di concentramento. Paragonabile ai pochi luoghi "reali" e ancora esistenti in Europa delle atrocità naziste, i luoghi del Memoriale e l'adiacente binario 21 sono stati definiti "un grande reperto", una sorta di "scavo archeologico".

## Elenco musei di Milano

### Musei d'arte
- ADI Design Museum
- Casa Museo Boschi Di Stefano
- Galleria d'Arte Moderna (GAM)
- Gallerie d'Italia - Milano

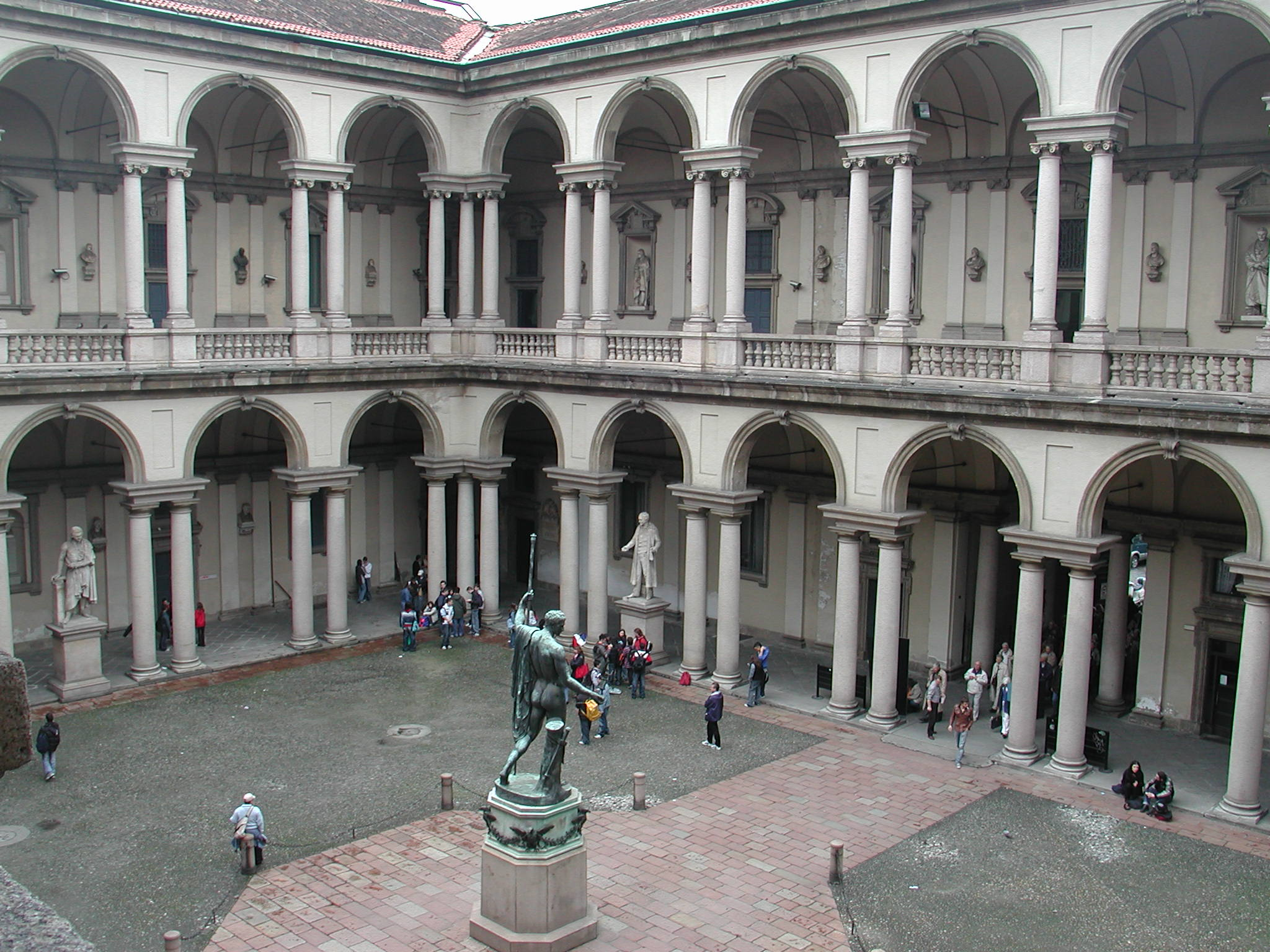
Cortile della pinacoteca di Brera.

- GASC – Galleria d'Arte Sacra dei Contemporanei
- I Tesori della Ca' Granda
- Museo Bagatti Valsecchi
- Museo del Cenacolo Vinciano
- Museo del Duomo
- Museo del Novecento
- Museo della Basilica di Sant'Ambrogio
- Museo della Basilica di Sant'Eustorgio
- Museo Diocesano
- Museo Poldi Pezzoli
- Museo San Fedele
- Padiglione di Arte Contemporanea
- Palazzo Reale
- Pinacoteca Ambrosiana
- Pinacoteca di Brera
- Società per le Belle Arti ed Esposizione Permanente
- Triennale Design Museum
- Villa Necchi Campiglio

### Musei del Castello Sforzesco di Milano
Le seguenti collezioni fanno parte del polo museale del Castello Sforzesco:
- Biblioteca d'Arte del Castello Sforzesco
- Biblioteca Trivulziana
- Civica Raccolta delle Stampe "Achille Bertarelli"
- Civiche Raccolte d'Arte Applicata
- Civico Archivio Fotografico
- Museo Archeologico - Sezione della Preistoria e Protostoria
- Museo Archeologico - Sezione Egizia
- Museo d'Arte Antica
- Museo degli Strumenti Musicali
- Museo dei Mobili e delle Sculture Lignee
- Museo delle Arti Decorative
- Museo Pietà Rondanini - Michelangelo
- Pinacoteca del Castello Sforzesco

### Musei a carattere scientifico
- Acquario civico di Milano
- Civico planetario “Ulrico Hoepli”
- Museo civico di storia naturale

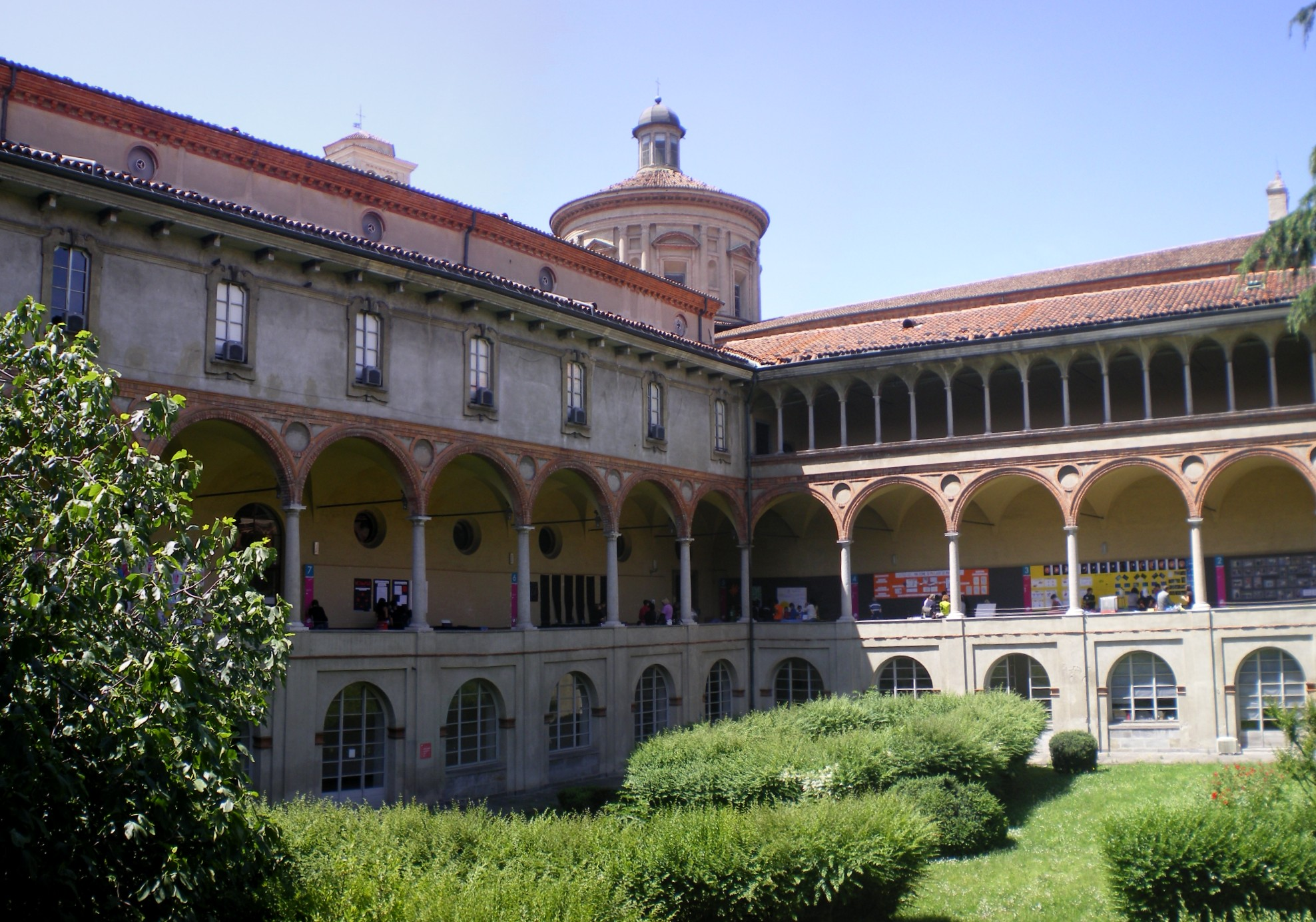
Museo della Scienza e della Tecnologia, chiostro.

- Museo nazionale della scienza e della tecnologia "Leonardo da Vinci"

### Musei a carattere storico
- Antiquarium di Milano
- Casa Manzoni
- Civico museo archeologico di Milano
- La Vigna di Leonardo
- Memoriale della Shoah
- Museo del Risorgimento di Milano
- Museo Mangini Bonomi
- Museo Martinitt e Stelline
- Museo storico dei Vigili del fuoco di Milano
- Museo teatrale alla Scala
- Palazzo Morando - Costume Moda Immagine
- Museo dei Cappuccini

### Altri musei
- Armani Silos
- Fondazione Prada
- Centrale dell'Acqua di Milano
- MIC - Museo Interattivo del Cinema
- Museo Collezione Branca
- Museo d'arte e scienza
- Museo delle illusioni
- Museo del Profumo
- Museo della Macchina da scrivere
- Museo Delle Culture (Mudec)
- Museo Mondo Milan
- Museo Louis Braille
- Museo Popoli e Culture
- Pirelli HangarBicocca
- Studio Museo Achille Castiglioni
- Studio Museo E. Treccani
- Studio Museo Franco Albini
- Civico museo-studio Francesco Messina
- Studio Museo Vico Magistretti
- San Siro Museum
- WOW Spazio Fumetto